# Осиновый (Воронежская область)
Осиновый — посёлок в Таловском районе Воронежской области.
Входит в состав Каменно-Степного сельского поселения. Ранее входил в состав упразднённого Михинского сельского поселения.

## География
В посёлке имеется одна улица — Память Ленина.

## Население
| 2010 |
| ---- |
| 47   |